# Krystyna Tyszkiewicz
Krystyna Tyszkiewicz – polsko-cypryjska aktorka teatralna i filmowa. Sporadycznie udzielająca się w dubbingu.

## Życiorys
W 1993 ukończyła studia na Wydziale Aktorskim Akademii Teatralnej im. Aleksandra Zelwerowicza w Warszawie. W stolicy współpracowała z Teatrem Północnym, a w Radomiu z Teatrem im. Jana Kochanowskiego.
Współpracowała w latach 1995–2011 z Polskim Instytutem Teatralnym w Nowym Jorku pod kierownictwem Niny Polan. Aktywnie uczestniczyła w promowaniu polskiej kultury i sztuki. Przez wiele lat mieszkała na Cyprze, do którego się przeniosła pod koniec lat 90. Tam zagrała w wielu produkcjach teatralnych, telewizyjnych oraz muzycznych w języku greckim i angielskim.

## Filmografia
- 1993: Czterdziestolatek. 20 lat później – koleżanka Magdy Karwowskiej w laboratorium
- 1993–1994: Bank nie z tej ziemi[1]
- 1998–1999: Manolis kai Katina – Mikaella[3]

### Polski dubbing
- 1981–1989: Smerfy – skrzat Winky (odc. 205)
- 1993: Trzy dni aby wygrać
- 1994: Król lew – Nala